# Хакни, Роджер
Ро́джер Грэм Ха́кни (англ. Roger Graham Hackney; род. 2 сентября 1957, Суонси) — британский валлийский легкоатлет, специалист по кроссу и бегу на 3000 метров с препятствиями. Выступал на крупных международных соревнованиях в период 1979—1990 годов, серебряный призёр Кубка Европы, обладатель серебряной медали Игр Содружества наций, участник трёх летних Олимпийских игр.

## Биография
Роджер Хакни родился 2 сентября 1957 года в Суонси, Уэльс. Проходил подготовку в легкоатлетическом клубе Aldershot, Farnham and District в Фарнборо, продолжал тренироваться во время службы в Королевских военно-воздушных силах Великобритании.
В 1979 году впервые выступил на чемпионате мира по кроссу в Лимерике, занял в личном зачёте 153 место. Год спустя на аналогичных соревнованиях в Париже был уже 62-м.
Благодаря череде удачных выступлений удостоился права защищать честь страны на летних Олимпийских играх 1980 года в Москве — в беге на 3000 метров с препятствиями дошёл до стадии полуфиналов и расположился в итоговом протоколе соревнований на 13 строке.
В 1981 году на кроссовом мировом первенстве в Мадриде занял в индивидуальном зачёте 126 место.
Представлял Уэльс на Играх Содружества наций в Брисбене: занял четвёртое место в стипль-чезе и одиннадцатое место в беге на 5000 метров. Побывал на чемпионате Европы в Афинах, где показал 21 время в беге на 3000 метров с препятствиями. При этом на чемпионате мира по бегу по пересечённой местности в Риме был 103-м.
В 1983 году на чемпионате мира по лёгкой атлетике в Хельсинки имел хорошие шансы на попадание в число призёров — добрался до финала и финишировал в решающем забеге пятым.
Находясь в числе лидеров легкоатлетической команды Великобритании, благополучно прошёл квалификацию на Олимпийские игры 1984 года в Лос-Анджелесе — на сей раз дошёл до финала и в конечном счёте закрыл десятку сильнейших.
В 1986 году завоевал серебряную медаль в стипль-чезе на Играх Содружества наций в Эдинбурге, уступив в финале только представителю Канады Грэму Феллу (на этих Играх всё же не было многих африканских фаворитов, в первую очередь кенийских, которые бойкотировали Игры из-за спортивного сотрудничества правительства Маргарет Тэтчер с ЮАР, где проводилась политика апартеида). Кроме того, стартовал на чемпионате Европы в Штутгарте, где показал на финише восьмое время.
Выиграл награду серебряного достоинства на Кубке Европы 1987 года в Праге, пропустив вперёд итальянца Франческо Панетту. При этом на мировом первенстве в Риме занял 14 место.
В 1988 году вместе с британской национальной сборной Хакни отправился бежать на Олимпийских играх в Сеуле — преодолел здесь стадию четвертьфиналов, но в полуфинале не финишировал. Пробежал 12-километровую дистанцию на чемпионате мира по кроссу в Окленде, став в итоге тринадцатым. В том же году на соревнованиях в Бельгии установил свой личный рекорд в беге на 3000 метров с препятствиями, показав время 8:18,91.
На кроссовом мировом первенстве 1989 года в Ставангере не финишировал.
Последний раз показал сколько-нибудь значимый результат на международной арене в сезоне 1990 года, когда побывал на Играх Содружества наций в Новой Зеландии — занял седьмое место в стипль-чезе и четырнадцатое в беге на 5000 метров.
После завершения спортивной карьеры работал хирургом-ортопедом в Лидсе.